# August Fager
August Fager (eigentlich August Oliver „Gus“ Fager, geb. Fagerström; * 25. Dezember 1891 in Perniö; † November 1967 in Lake Worth) war ein US-amerikanischer Crossläufer finnischer Herkunft.
Bei den Olympischen Spielen 1924 in Paris wurde er Achter in der Einzelwertung des als Hitzeschlacht von Colombes in die Sportgeschichte eingegangenen Crosslaufs und gewann mit dem US-Team Silber.